# Ibn Khaldun

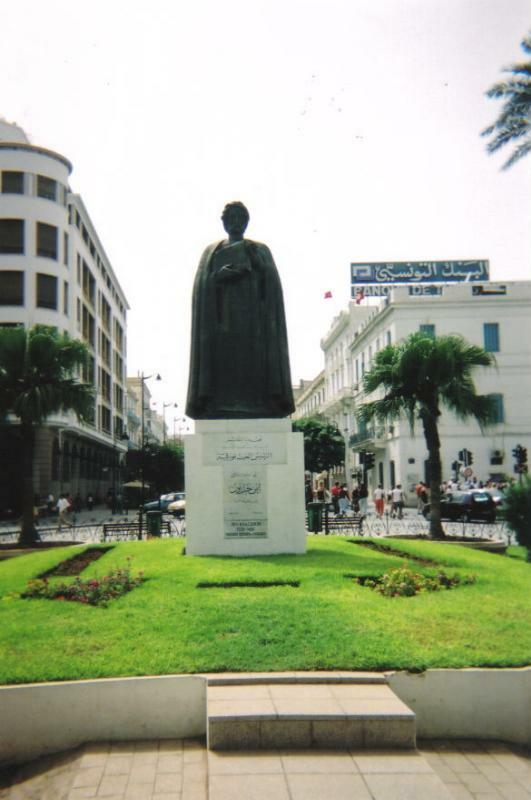
Standbeeld van Ibn Khaldun in Tunesië

Abd ar-Rahman ibn Mohammad ibn Khaldun of Chaldoen of Ghaldoun (Tunis, 27 mei 1332 - Caïro, 17 maart 1406) was een Arabische islamitische geschiedfilosoof, islamtheoreticus, econoom, sociaal wetenschapper en historicus. Hij was een pionier op het gebied van de geschiedfilosofie en van de sociaal-politieke wetenschappen en wordt wel als de vader van beide beschouwd. Het was vooral de inleiding, al-Moekaddima, van zijn voornaamste werk, Kitab al-Ibar, die hem die reputatie bezorgde. Over zijn leven is vrij veel bekend, doordat hij een autobiografie schreef waarin hij veel documenten woordelijk citeerde.

## Biografie
Ibn Khaldun werd geboren en groeide op in Tunis. Zijn verre voorouders kwamen oorspronkelijk uit Hadramaut in Jemen. Hij behoorde tot de Banu Khaldun-Al hadrami stam, afstammelingen van de Beni Hassan. De voorvader van de stam was Othman ibn Bakr ibn Khalid, die "Khaldun" genoemd werd. Deze behoorde bij de veroveraars die verwantschap deelde met Wa'il ibn Hujr, een van de metgezellen van de islamitische profeet. 
Hij ontving zijn opleiding in Fez in Marokko en bestudeerde de Koran en de islamitische jurisprudentie van de shari'a volgens de school van de Malikieten. Daarnaast studeerde hij ook Arabische literatuur, filosofie, wiskunde en astronomie.
Hij werkte voor de Merinidische en Zianidische sultans van Fez en Tlemcen, en later voor de Egyptische sultan Barquq, maar in 1375 stak hij over naar Granada om het politieke geharrewar in Noord-Afrika te ontlopen. Daar werd hij om politieke redenen het land uitgezet, waarna hij in Qalat Ibn Salama terechtkwam, een dorpje nabij Tiaret, waar hij zijn boek over de wereldgeschiedenis schreef.
In de al-Moekaddima (ook Muqaddimah, in het Grieks bekend als Prolegomena) van zijn voornaamste werk, Kitab al-Ibar (Arabisch voor: Boek der Voorbeelden) beschreef Khaldun de geschiedenis van de islam in Noord-Afrika. Dit werk wordt gezien als een zeer belangrijke en gezaghebbende bron van informatie over die periode en een historiografisch hoogtepunt.
Hij betoogde dat de cyclus van opkomst en verval van wereldrijken en beschavingen behalve door politieke ook door geografische en klimatologische factoren beïnvloed wordt. Hij baseerde zijn theorieën op de geschiedenis van de Berberse dynastieën in Noord-Afrika, maar ook op die van de vroege Arabische kalifaten. De Ottomanen hebben later interesse voor zijn werk gekregen vanwege de opkomst en verval van hun eigen rijk.
Ibn Khaldun was scherp in zijn oordeel over de gevolgen van de invallen in Noord-Afrika van de Banu Hilal bedoeïenen, die vanaf de 11e eeuw met grote kuddes vee uit het verdroogde Arabië kwamen, de bergen meden, maar de vruchtbare Noord-Afrikaanse landbouwgronden lieten kaalvreten, waarna zandstormen de vruchtbare bovenlaag wegbliezen. Hij noemde hen 'een leger sprinkhanen die alles vernielen wat er op hun pad komt'.

## Sociologie
Ibn Khaldun wordt door mensen die bekend zijn met de islamitische wereld een van de grondleggers van de sociologie genoemd. Zijn werken worden als baanbrekend beschouwd. Hij zocht naar verbanden van oorzaak en gevolg, naar analogie tussen heden en verleden en hij nam de invloed van de omgeving en van de economische omstandigheden in aanmerking. Daarom wordt hij beschouwd als een pionier in de sociologie.
Na een studie van de sociaal-maatschappelijke structuren van de Berbers poneerde hij dat solidariteit, gemeenschapszin, door hem asabiyah genoemd, het sterkst is in agrarische maatschappijen omdat deze gebaseerd zijn op bloed- en stamverwantschap en omdat, zonder solidariteit, overleving in een moeilijke omgeving onmogelijk is. Wanneer zo'n rurale gemeenschap zich meester maakt van de staatsmacht en de culturele stedelijke hegemonie overneemt, treedt verzwakking op door welvaart, individualisering en decadentie. Na verloop van tijd staan dan weer nieuwe agrarische gemeenschappen op enzovoort.
Ook wordt hij door die bekend zijn met de islamitische  wereld de grondlegger van de moderne geschiedschrijving gezien, omdat hij niet alleen geschiedenis schreef zoals Herodotus, maar regels en een basis formuleerde voor geschiedschrijving. Met Ibn Khaldun werd de geschiedenis een methodisch te bestuderen en te beschrijven onderwerp, waarmee hij de weg opende om geschiedschrijving tot wetenschap te doen uitgroeien.

## Politieke visie
Ibn Khaldun hoopte en verwachtte dat de Turks-Mongoolse veroveraar Timur, die hij bij vredesonderhandelingen te Damascus in 1400 ontmoet had als afgevaardigde van Sultan al-Nasir (Caïro), en van wie hij zeer onder de indruk was, in staat zou zijn de moslims te verenigen (`asabiyah, sociale eenheid) en zodoende een renaissance van de islam zou bewerkstelligen. Deze hoop moest hij uiteindelijk laten varen.

## Vertalingen
- De Muqaddima / Ibn Khaldûn; gekozen, uit het Arabisch vert. en van aant. voorz. door Heleen Koesen en Djûke Poppinga; ingel. door Peter Rietbergen. Amsterdam: Bulaaq Uitg., 2008.
- Histoire des Berbères et des dynasties musulmanes de l'Afrique septentrionale / Ibn Khaldûn, vert. Le Baron de Slane, Algiers, 1856.